# Pathardih
Pathardih, también Patherdih (en hindi: পথরদিহ ) es una localidad de la India, en el distrito de Dhanbad, estado de Jharkhand.

## Geografía
Se encuentra a una altitud de 164 m s. n. m. a 198 km de la capital estatal, Ranchi, en la zona horaria UTC +5:30.

## Demografía
Según estimación 2010 contaba con una población de 55 089 habitantes.